# Gunnar Britth
Lars Gunnar Britth, född 24 november 1895 i Älvdalens församling, Kopparbergs län, död 9 november 1974 i Hässelby församling, Stockholm, var en svensk ämbetsman.
Gunnar Britth avlade kansliexamen och diplomerades från Handelshögskolan i Stockholm 1919. Samma år anställdes han som extra ordinarie tjänsteman i Statskontoret, där han blev amanuens 1925, revisor 1931, extra ordinarie sekreterare 1937, tillförordnad statskommissarie och byråchef 1941 och var 1:e byråsekreterare 1942–1956. Han erhöll statskommissaries namn 1953.
Utöver anställningen vid Statskontoret arbetade han i riksdagen, där han blev kanslist i andra kammaren 1926 och notarie 1937. Han var andra kammarens sekreterare 1946–1958.